# مصر.
مصر. (.masr) is de ccTLD-code voor Egypte.. Het topleveldomein is beschikbaar vanaf 5 mei 2010 als Punycode. De ccTLD in Latijns schrift voor Egypte is .eg.